# Guettarda polytheca
Guettarda polytheca är en måreväxtart som beskrevs av Ignatz Urban och Erik Leonard Ekman. Guettarda polytheca ingår i släktet Guettarda och familjen måreväxter. Inga underarter finns listade i Catalogue of Life.